# Cícero Gonçalves Marques
Cícero Gonçalves Marques (Morretes) foi um industrial e político brasileiro. Foi prefeito de Curitiba de 1896 a 1900.

## Biografia
Conhecido por ter sido um industrial do ramo da erva-mate, Cícero Gonçalves Marques nasceu em Morretes e chegou a ser comandante da Guarda Nacional na Guerra do Paraguai.
Foi o primeiro prefeito eleito de Curitiba a cumprir os quatro anos de mandato. Disputou a eleição com o presidente da Câmara e prefeito interino Jorge Hermano Meyer.
Como prefeito contribuiu para a execução de diversas benfeitorias na cidade como a construção do prédio do Matadouro Municipal e a construção do muro do Cemitério Municipal São Francisco de Paula. Foi responsável também pela criação do Conselho de Saúde Publica de Curitiba e determinou que os terrenos dentro da área urbana fossem cercados, cumprindo a lei das posturas. Ordenou ainda o prolongamento das ruas XV de Novembro e Marechal Deodoro, para melhorar o trânsito. Em 1897, pediu afastamento do cargo devido a problemas de saúde, sendo substituído pelo vereador e presidente da câmara, Manoel José Gonçalves. Retornou ao cargo e em 1900 transmitiu para ao prefeito eleito Luiz Antonio Xavier.